# Антологія. Том 1
Антологія. Том 1 — збірка львівського вокального колективу Піккардійська Терція.

## Перелік пісень
1. Сад ангельських пісень
2. Гуцулія. Тіні забутих предків
3. Ти на землі — Людина
4. Моя любов
5. Спитай
6. Сумна я була
7. Кантрі
8. Нехай і холод і вітри…
9. Колискова для Аліси
10. Капелюх
11. Весільний марш
12. Пустельник
13. It's probably me
14. Шаляла (гуральська народна пісня)
15. Святий Яне
16. Старенький трамвай
17. Шізгара
18. Берег ріки
19. Сядеш у поїзд
20. Слова